# Le Récit de Rebecca
Pour plus de détails, voir Fiche technique et Distribution.
Le Récit de Rebecca est un court métrage français réalisé par Paul Vecchiali en 1964, d'après Manuscrit trouvé à Saragosse de Jean Potocki.

## Synopsis
Rebecca raconte à son frère sa visite dans une caverne fantastique.

## Fiche technique
- Titre : Le Récit de Rebecca
- Réalisation, scénario, dialogues : Paul Vecchiali, d'après Jean Potocki
- Directeur photo : Henri Alekan
- Chefs opérateurs : Henri Alekan, Georges Strouve
- Musique : François Bayle, Luigi Boccherini
- Format image : 35 mm
- Durée : 20 minutes
- Langue : français

## Distribution
- Marika Green
- Jean-Paul Cisife
- Alain Saury
- Jean-Pierre Bonnefous
- Youri Rytel